# Wilhelm Giesbrecht
Pour les articles homonymes, voir Giesbrecht.
Wilhelm Giesbrecht est un carcinologiste prussien, né en 1854 à Dantzig et mort le 13 avril 1913.

## Biographie
Il fait ses études à Kiel et passe son doctorat sur les copépodes sous la conduite de Karl August Möbius (1825-1908). Il travaille toute sa vie dans la station zoologique de Naples où il devient le plus grand spécialiste de son époque des copépodes. Il étudie notamment les collections rassemblées par l’expédition autour du monde du Vettor Pisani en 1882-1885.
Un certain nombre d'espèces ont été nommées en son honneur:
- Prostheceraeus giesbrechtii Lang, 1884
- Buntonia giesbrechti (nl) (G. W. Müller, 1894)
- Corycaeus giesbrechti (sv) (F. Dahl, 1894)
- Stenhelia giesbrechti (sv) T. & A. Scott, 1896
- Pseudocyclopia giesbrechti (sv) Wolfenden, 1902
- Xanthocalanus giesbrechti (nl) I. C. Thompson, 1903
- Aetideus giesbrechti (sv) (Cleve, 1904)
- Arietellus giesbrechti (sv) G. O. Sars, 1905
- Conchoecetta giesbrechti (sv) (G. W. Müller, 1906)
- Paramphiascopsis giesbrechti (sv) (G. O. Sars, 1906)
- Harpacticus giesbrechti (sv) Klie, 1927
- Pseudoclausia giesbrechti (nl) Bocquet & Stock, 1960
- Candacia giesbrechti (nl) Grice & Lawson, 1977

## Source
- (en) BEMON